# Republika Teksasu
Republika Teksasu (ang. Republic of Texas; hiszp. República de Tejas) – państwo w Ameryce Północnej, istniejące w latach 1836–1845. 

## Historia
Teksas uzyskał niepodległość 2 marca 1836 roku w wyniku rewolucji teksańskiej (bitwa o Alamo). W jego granicach znajdowały się wówczas części terytoriów Nowego Meksyku, Oklahomy, Kansas, Kolorado i Wyoming. Łączna powierzchnia wynosiła 1 007 935 km², zaś liczba ludności około 70 tysięcy (dane z roku 1840). Pierwszy tymczasowy rząd Republiki Teksasu powstał 7 listopada 1835 roku, w San Felipe. Uchwalił on powołanie stanowiska gubernatora (został nim Sam Houston) oraz stworzył kilka urzędów, które stały się zalążkami przyszłych ministerstw i departamentów. Deklaracja niepodległości Teksasu została uchwalona dnia 20 grudnia 1835 roku w miejscowości Goliad i została ona zaakceptowana zarówno przez mieszkających tam Tejanos (pierwotnych mieszkańców tych terenów) jak i przez nowo przybyłych osadników.
Państwo zakończyło żywot 29 grudnia 1845 roku, w chwili przystąpienia do USA jako 28. stan. Stało się to bezpośrednią przyczyną wybuchu wojny amerykańsko–meksykańskiej w kwietniu 1846 roku.